# Виктор Минибајев
Виктор Едуардович Минибајев (рус. Ви́ктор Эдуа́рдович Миниба́ев; Електростаљ, 18. јул 1991) елитни је руски скакач у воду и репрезентативац Русије. Његова специјалност су појединачни и синхронизовани скокови са торња са висине од 10 метара. Вишеструки је европски првак у скоковима у воду и вишеструки првак Русије. Заслужни је мајстор спорта Русије од 2015. године. Студирао је менаџмент на Руском државном универзитету у Електростаљу.
У два наврата је био део руског олимпијског тима, на ЛОИ 2012. у Лондону и на ЛОИ 2016. у Рију. 
Највеће успехе у каријери остварио је на светским првенствима где је успео да освоји три медаље у синхронизованим скоковима са торња, два сребра (Барселона 2013. и Будимпешта 2017) и једну бронзу (Казањ 2015). У Будимпешти се такмичио у пару са Александром Бондаром.